# Івницький Михайло Борисович
Михайло Борисович Івни́цький (19 лютого 1926, Стрижавка — 14 квітня 1996, Одеса) — український художник театру, член Спілки радянських художників України; заслужений художник УРСР з 1980 року. Чоловік художниці Зої Івницької.

## Біографія
Народився 19 лютого 1926 року в селі Стрижавці (нині селище міського типу Вінницького району Вінницької області, Україна). Брав участь у німецько-радянській війні з червня 1944 року. У 1948—1953 роках навчався в Одеському художньому училищі, був учнем Леоніда Мучника. Дипломна робота — картина «Декрет про мир» (олія, керівник Діна Фруміна). Член ВКП(б) з 1949 року.
Протягом 1953—1967 років працював в Одеському російському драматичному театрі імені Андрія Іванова. Одночасно у 1958—1964 роках викладав у Одеському театральному художньо-технічному училищі. З 1967 року працював в Одеському театрі музичної комедії.
Мешкав в Одесі в будинку на вулиці Олександра Станкова, № 20, квартира № 3. Помер в Одесі 14 квітня 1996 року.

## Творчість
Працювавє в галузі театрально-декораційного мистецтва. Оформив вистави:
Одеський російський драматичний театр імені Андрія Іванова
- «Дон Сезар де Базан» Адольфа Філіппа д'Еннері і Філіппа Дюмануара (1954);
- «Дерева вмирають стоячи» Алехандро Касони (1956);
- «Д-р» Бранислава Нушича (1956);
- «Кам'яне гніздо» Гелли Вуолійокі (1958);
- «Остання зупинка» Еріх Марії Ремарка (1958);
- «Дамоклів меч» Назима Хімкета (1959);
- «Битва в шляху» за однойменним романом Галини Ніколаєвої (1959);
- «Привиди» Генріка Ібсена (1960);
- «Третя голова» Марселя Еме (1961);
- «День народження Терези» Георгія Мдівані (1962);
- «Король Лір» Вільяма Шекспіра (1963);
- «Шинкарка» Карло Ґольдоні (1964);
- «Цар Федір Іоаннович» Олексія Толстого (1964);
- «Різдво в домі сеньйора Куп'єлло» Едуардо де Філіппо (1964);
- «Дої Кіхот веде бій» Вадима Коростильова (1965);
- «Три товстуни» за однойменною казкою Юрія Олеші (1965);
- «Біг» Михайла Булгакова (1968);
- «Пушкін в Одесі» Юрія Динова (1969);
- «Забути Герострата» Григорія Горіна (1973);
- «Цезар і Клеопатра» Бернарда Шоу (1986);
- «Сьомий подвиг Геракла» Михайла Рощина (1987);
- «Занепад» (1987), «Присмерк» (1988) Ісака Бабеля;
- «Ревізор» Миколи Гоголя (1989);
- «Антихрист» Дмитра Мережковського (1990);
- «Гроза» Олександра Островського (1991).

Одеський театр музичної комедії
- «Вєрка… Надія, Любов» М. Н. Ліфшиця і Г. І. Портнова (1967);
- «Біла ніч» Тихона Хреннікова та Євгена Шатуновського (1968);
- «Весела вдова» Франца Легара (1968);
- «Майя» Сабольча Феньєша (1969);
- «Потрібна героїня» Веніаміна Баснера (1969);
- «Журавель у небі» Олександра Колкера (1970);
- «Циганський барон» Йоганна Штрауса (1971);
- «Вік жінки» В. Семенова (1971);
- «П'ятий зайвий» Олександра Красотова (1972);
- «Принцеса цирку» Імре Кальмана (1972);
- «Донна Люція, або Здрастуйте, я ваша тітка» (1975), «Старі будинки» (1979) Оскар Фельцмана;
- «Пізня серенада» (1976), «Місто на світанку» (1979) Вадима Ільїна;
- «На світанку» Оскара Сандлера (1982);
- «Кажан» Йоганна Штраусса (1983);
- «Моя чарівна леді» Фредеріка Лоу (1984);
- «Слон» В. Гроховського (1988);
- «Великий Мікадо, або Шлюб по-японськи» Артура Саллівана (1989).

Одеський український драматичний театр
- «97» Миколи Куліша (1967; Перша премія Міністерства культури УРСР, 1967; заохочувальна премія Міністерства культури СРСР, 1967);
- «Мій бідолашний Марат» Олексія Арбузова (1972);
- «Тев'є-молочник» за Шолом-Алейхемом (1984).

Одеський театр юного глядача
- «Король Матіуш» Януша Корчака (1968).

Великий драматичний театр у Ленінграді
- «Три мішки смітної пшениці» Володимира Тендрякова (1974).

театр «Соврємєннік» у Москві
- «Погода на завтра» Михайла Шатрова (1974);
- «Ешелон» Михайла Рощина (1975).

Київський український драматичний театр імені Івана Франка
- «Старик» Максима Горького (1968).

Брав участь у республіканських виставках з 1960 року.